# Baćin (Hrvatska Dubica)
Baćin je selo u sastavu općine Hrvatska Dubica u Sisačko-moslavačkoj županiji. Selo se dijeli na Gornji Baćin i Donji Baćin, a nekada su bila zasebna naselja.
| broj stanovnika | 407   | 402   | 398   | 451   | 527   | 592   | 589   | 599   | 610   | 624   | 608   | 566   | 467   | 414   | 321   | 217   | 146   |
|                 | 1857. | 1869. | 1880. | 1890. | 1900. | 1910. | 1921. | 1931. | 1948. | 1953. | 1961. | 1971. | 1981. | 1991. | 2001. | 2011. | 2021. |

Fusnota:
Naselje Baćin od 1890. do 1910. sadrži podatke za bivša naselja Donji Baćin i Gornji Baćin. 

## Popis stanovništva 1910. godine
Prema popisu stanovništva iz 1910. godine Baćin se dijelio na Donji Baćin koji je imao 347 stanovnika, i Gornji Baćin koji je imao 245 stanovnika, ukupno je Baćin imao 592 stanovnika, od čega 592 Hrvata. Prema vjeroispovjesti svi stanovnici su bili katolici.

## Povijest
Naselje se do 1910. dijelilo na Donji i Gornji Baćin. Mjesto je teško stradalo u Drugom svjetskom ratu, kad je dvaput bilo spaljeno te u Domovinskom ratu, kad su četnici pobili toliko Hrvata da je Baćin na drugom mjestu kao masovna grobnica pobijenih Hrvata.

## Poznate osobe
- Ivo Lončar-Čiko, hrvatski pjesnik